# 北埃文代爾 (科羅拉多州)
北埃文代爾（英語：North Avondale）是位於美國科羅拉多州普韋布洛縣的一個人口普查指定地區。

## 地理
北埃文代爾的座標為38°15′42″N 104°20′56″W / 38.26167°N 104.34889°W，而該地最高點為海拔高度1377米（即4518英尺）。

## 人口
根據2010年美國人口普查的數據，北埃文代爾的面積為5.00平方千米，當中陸地面積為5.00平方千米，而水域面積為5.00平方千米。當地共有人口500人，而人口密度為每平方千米100人。